# Acrelândia
Acrelândia là một đô thị thuộc bang Acre, Brasil. Đô thị này có diện tích 1574,55 km², dân số năm 2007 là 11451 người, mật độ 7,27 người/km².